# Турильятто, Франко
Франко Турильятто (итал. Franco Turigliatto; 13 декабря 1946 года, Ривара, провинция Турин, Пьемонт) — итальянский политик, один из лидеров ассоциации «Критическая левая».

## Биография
Политическую деятельность начал в 1966 году в студенческом движении. В 1969 году присоединяется к итальянской секции Четвертого интернационала — Революционной коммунистической группе. В 1989 году становится членом партии «Пролетарская демократия» и Ассоциации «Красное знамя», в которую входят сторонники Четвёртого интернационала внутри партии.
В 1991 году принимал участие в создании Партии коммунистического возрождения (ПКВ). Входил в Национальное руководство ПКВ, являлся также одним из лидеров Ассоциации «Красное знамя», продолжившей действовать теперь уже внутри ПКВ. В дальнейшем, являлся ответственным за работу ПКВ в Пьемонте.
В 2006 году Турильятто был избран в Сенат Италии. В Сенате являлся членом 11-й постоянной комиссии, отвечавшей за труд и социальную политику, и 14-й — за политику Европейского Союза. Также являлся членом итальянской делегации в Парламентской ассамблее ОБСЕ.
После создания в январе 2007 года леворадикальной ассоциации «Критическая левая» внутри ПКВ вошел в её состав. Ассоциация выступала против участия партии в левоцентристском правительстве Романо Проди. При голосовании в Сенате в феврале 2007 года о поддержке резолюции по внешней политике правительства, Турильятто был в числе сенаторов, проголосовавших против этой резолюции. Своим голосованием Турияльтто нарушил решение руководства ПКВ о поддержке резолюции, в связи с чем был исключен из парламентской фракции ПКВ. На парламентских выборах в апреле 2008 годах баллотировался по списку «Критической левой», вышедшей из ПКВ в январе 2008 года, однако в Сенат не прошел.